# Албанела
Албанѐла (на италиански: Albanella; на неаполитански: Arvanella, Арванеда) е градче и община в Южна Италия, провинция Салерно, регион Кампания. Разположено е на 205 m надморска височина. Населението на общината е 6503 души (към 2011 г.).